# 2010년 동계 올림픽 네팔 선수단
2010년 동계 올림픽 네팔 선수단은 캐나다 밴쿠버에서 개최된 2010년 동계 올림픽에 참가한 올림픽 네팔 선수단이다.

## 크로스컨트리
| 선수            | 세부 종목      | 결승    | 결승    | 결승 |
| 선수            | 세부 종목      | 시간    | 차이    | 순위 |
| 다치히리 셰르파 | 남자 15km 프리 | 44:26.5 | 10:50.2 | 92   |

## 같이 보기
- 2010년 아시안 게임 네팔 선수단